# Pintuyan
Pintuyan est une municipalité des Philippines située au sud-est de la province de Leyte du Sud, sur l'île de Panaon.

## Subdivisions
Pintuyan compte 23 barangays :
- Nueva Estrella Norte
- Nueva Estrella Sur
- Dan-an
- Catbawan
- Manglit
- Son-ok I
- Son-ok II
- Caubang
- Ponod
- Poblacion Ibabao
- Poblacion Ubos
- Buenavista
- Badiang
- Balongbalong
- Bulawan
- Canlawis
- Cogon
- Lobo
- Mainit
- Tautag
- Ponciano D. Equipilag
- San Roque
- Santa Cruz